# Chapleau
Chapleau es un municipio canadiense situado en la provincia de Ontario.

## Superficie
Chapleau tiene una superficie de 13,2 km².

## Demografía
En 2021, tenía 1942 habitantes, una densidad poblacional de 147,1 hab./km², y 973 viviendas.